# 馬約-盧蒂州

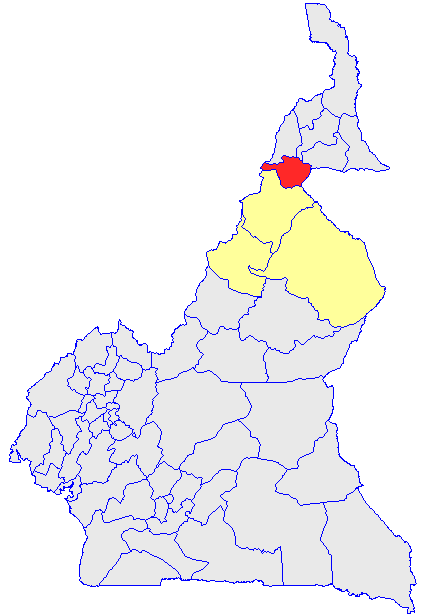

馬約-盧蒂州（法語：Mayo-Louti），是喀麥隆的58個州份之一，位於該國北部，由北部區負責管轄，南面是貝努埃州，面積4,161平方公里，2001年人口334,312，人口密度每平方公里80.3人。